# زهير سميث
زهير سميث (مواليد 4 يونيو 1999) هو لاعب كرة سلة أمريكي يلعب في مركز مدافع مسدد الهدف في نادي ممفيس هاسل.

## روابط خارجية
- زهير سميث على موقع إن بي أي (الإنجليزية)
- زهير سميث على موقع سبورتس رفرنس (الإنجليزية)
- زهير سميث على موقع كرة السلة الأوروبية.كوم (الإنجليزية)
- زهير سميث على موقع إي إس بي إن.كوم (الإنجليزية)
- زهير سميث على موقع كلية كرة السلة في سبورتس رفرنس.كوم (الإنجليزية)
- زهير سميث على موقع ريلجم (الإنجليزية)
- زهير سميث على موقع بروبوليرز (الإنجليزية)
- زهير سميث على موقع سبورتس رفرنس (الإنجليزية)